# Parapenaeopsis gracillima
Parapenaeopsis gracillima is een tienpotigensoort uit de familie van de Penaeidae. De wetenschappelijke naam van de soort is voor het eerst geldig gepubliceerd in 1903 door Nobili.